# Francesco Barberini (1528-1600)
Francesco Barberini fue un clérigo y noble italiano, conocido por haber sido tío y protector de Maffeo Barberini, futuro papa Urbano VIII.

## Biografía
Fue hijo de Carlo Barberini (1488-1566), casado con Marietta Rustici (-1540). El matrimonio tendría otros vástagos:
- Antonio (1529-1571).
- Ginevra
- Francesco (-1600)
- Raffaello (-1581)
- Taddeo (-1575)

Inicialmente siguió la carrera en los negocios del comercio familiar, siendo destinado a Ancona. Posteriormente, pasó a formarse para ser eclesiástico en la Universidad de Pisa. Recibió el doctorado de esta universidad en 1552.
Después se trasladó a Roma. En esta ciudad residía de forma intermitente su tío paterno, Antonio Barberini. Este último proporcionó a Frances una red de protectores entre los que se encontraban los cardenales Rodolfo Pio, Giovanni Ricci y Marcello Cervini (futuro papa Marcelo II). Fruto de esta protección sería nombrado abreviador de la Cancillería Apostólica en 1553. Posteriormente sería designado protonotario apostólico y finalmente, antes de 1593, llegaría a ser tesorero mayor pontificio. De este último cargo se desharía cediéndoselo a Bartolomeo Cesi en julio de 1593. Fue también refrendario del Colegio Romano, regido por la Compañía de Jesús.
Después de la muerte de su hermano Antonio en 1571, se ocuparía de la educación de los hijos de este:
- Carlo (1562-1630), duque de Monterotondo, casado en 1594 con Costanza Magalotti (1575-1644). Tuvieron varios hijos:
  - Francesco (1597-1679), cardenal.
  - Maria (1599-1621).
  - Taddeo (1603-1647), I príncipe de Palestrina y duque de Monterotondo, casado en 1627 con Anna Colonna (-1658), con descendencia.
  - Antonio (1607-1671), cardenal y arzobispo de Reims.
- Maffeo (1568-1644), en 1623 elegido pontífice bajo el nombre de Urbano VIII.
- Antonio (1569-1646), fraile capuchino, cardenal y obispo de Senigallia.

Así mismo, tras la muerte de su hermano Taddeo en 1575 se ocuparía también de la administración de los bienes de la familia.
Murió en 1600, siendo enterrado en la capilla de patronato familiar en la iglesia de San Andrés del Valle de Roma. Esta capilla está dedicada a la Asunción y se consagró en 1616. La tumba de Francesco fue encargada por su sobrino Maffeo Barberini a Cristoforo Stati. 
Francesco legó su residencia romana la Casa Grande ai Giubonnari o Palazzo Barberini ai Giubonnari a su sobrino Maffeo. 

## Iconografía
Bernini realizó un busto póstumo de Francesco. El busto se realizó posiblemente a partir de un retrato pictórico. Cuenta con una inscripción: Alla Sigria Illma Mons. Francesco Barberini.